# Теория Эйнштейна — Картана
Теория Эйнштейна — Картана (ЭК) была разработана как расширение общей теории относительности, внутренне включающее в себя описание воздействия на пространство-время кроме энергии-импульса также и спина материальных полей. В теории ЭК вводится аффинное кручение, а вместо псевдоримановой геометрии для пространства-времени используется геометрия Римана — Картана. В результате от метрической теории переходят к аффинной теории пространства-времени. Результирующие уравнения для описания пространства-времени распадаются на два класса. Один из них аналогичен общей теории относительности, с тем отличием, что в тензор кривизны включены компоненты с аффинным кручением. Второй класс уравнений задаёт связь тензора кручения и тензора спина материи и излучения. Получаемые поправки к общей теории относительности в условиях современной Вселенной настолько малы, что пока не видно даже гипотетических путей для их измерения.

## Состояние теории и её основные уравнения
Теория Картана стоит особняком среди альтернативных теорий гравитации как потому, что она неметрическая, так и потому, что она очень старая. Состояние теории Картана неясно. Уилл (1986) утверждает, что все неметрические теории противоречат Эйнштейновскому принципу эквивалентности (ЭПЭ), и поэтому должны быть отброшены. В одной из последующих работ Уилл (2001) смягчает это утверждение, разъясняя экспериментальные критерии тестирования неметрических теорий для соответствия ЭПЭ. Мизнер, Торн и Уилер (1973) утверждают, что теория Картана является единственной неметрической теорией, проходящей все экспериментальные тесты, а Турышев (2007) приводит эту теорию в списке удовлетворяющих всем текущим экспериментальным ограничениям.
Картан (1922, 1923) предложил простое обобщение теории гравитации Эйнштейна, введя модель пространства-времени с метрическим тензором и линейной связностью, ассоциированной с метрикой, но не обязательно симметричной. Антисимметричная часть связности — тензор кручения — связывается в этой теории с плотностью внутреннего момента импульса (спина) материи. Независимо от Картана, похожие идеи развивали Сиама, Киббл и Хейл в промежутке от 1958 до 1966 года.
Исходно теория была развита в формализме дифференциальных форм, но здесь она будет изложена на тензорном языке. Лагранжева плотность гравитации в этой теории формально совпадает с таковой ОТО и равняется скаляру кривизны:
{\displaystyle L={1 \over 16\pi G}R(\Gamma ,g)\;,}
однако введение кручения модифицирует связность, которая теперь не равняется символам Кристоффеля, а равна их сумме с тензором конторсии
{\displaystyle \Gamma _{\nu \lambda }^{\mu }=\left\{{^{\ \mu \ }_{\;\nu \lambda \;}}\right\}+K_{\nu \lambda }^{\mu }\;,}
{\displaystyle K_{\mu \nu \lambda }=Q_{\mu \nu \lambda }+Q_{\lambda \nu \mu }+Q_{\nu \lambda \mu },\qquad Q_{\mu \nu \lambda }={\frac {1}{2}}(\Gamma _{\mu \nu \lambda }-\Gamma _{\mu \lambda \nu })\;,}
где {\displaystyle Q_{\mu \nu \lambda }\;} — антисимметричная часть линейной связности — кручение. Предполагается, что линейная связность является метрической, что снижает количество степеней свободы, присущих неметрическим теориям. Уравнения движения этой теории включают 10 уравнений для тензора энергии-импульса, 24 уравнения для канонического тензора спина и уравнения движения материальных негравитационных полей:
{\displaystyle R_{\mu \nu }-{\frac {1}{2}}g_{\mu \nu }R+4{B^{[\alpha }}_{\beta \mu }{B^{\beta ]}}_{\alpha \nu }+2B_{\beta \alpha \mu }{B_{\nu }}^{\beta \alpha }-B_{\mu \beta \alpha }{B_{\nu }}^{\beta \alpha }-}
{\displaystyle -{\frac {1}{2}}g_{\mu \nu }(4{{B_{\alpha }}^{\beta }}_{[\lambda }{B^{\alpha \lambda }}_{\beta ]}+B_{\alpha \beta \gamma }B^{\alpha \beta \gamma })=\kappa T_{\mu \nu }\;,}
{\displaystyle {Q^{\lambda }}_{\mu \nu }+{\delta _{\mu }}^{\lambda }Q_{\nu }-{\delta _{\nu }}^{\lambda }Q_{\mu }=\kappa {s^{\lambda }}_{\mu \nu }\;,}
{\displaystyle {\frac {\partial L}{\partial \phi _{A}}}+(\nabla _{\lambda }-2Q_{\lambda }){\frac {\partial L}{\partial \nabla _{\lambda }\phi _{A}}}=0\;,}
где {\displaystyle T_{\mu \nu }={\frac {\delta }{\delta g^{\mu \nu }}}({\sqrt {-g}}L_{m})\;} — метрический тензор энергии-импульса материи, {\displaystyle s_{\mu \nu }^{\lambda }={\frac {\delta L_{m}}{\delta Q_{\lambda }^{\mu \nu }}}\;} — канонический тензор спина, {\displaystyle {B^{\lambda }}_{\mu \nu }={Q^{\lambda }}_{\mu \nu }+{\delta _{\mu }}^{\lambda }Q_{\nu }-{\delta _{\nu }}^{\lambda }Q_{\mu }\;}, а {\displaystyle Q_{\mu }={Q^{\lambda }}_{\mu \lambda }\;} — след тензора кручения.
Кривизна пространства-времени при этом — не риманова, но на римановом пространстве-времени лагранжиан сводится к лагранжиану ОТО. Эффекты неметричности в данной теории являются настолько малыми, что ими можно пренебречь даже в нейтронных звёздах. Единственной областью сильных расхождений оказывается, возможно, очень ранняя Вселенная. Привлекательной чертой этой теории (и её модификаций) является возможность получения несингулярных решений типа «отскока» для Большого Взрыва (см. Минкевич и соавт. (1980)).